# Marie-Claude St-Laurent
Pour les articles homonymes, voir St-Laurent.
 (décembre 2024).
La mise en forme du texte ne suit pas les recommandations de Wikipédia : il faut le « wikifier ».
Les points d'amélioration suivants sont les cas les plus fréquents. Le détail des points à revoir est peut-être précisé sur la page de discussion.
- Les titres sont pré-formatés par le logiciel. Ils ne sont ni en capitales, ni en gras.
- Le texte ne doit pas être écrit en capitales (les noms de famille non plus), ni en gras, ni en italique, ni en « petit »…
- Le gras n'est utilisé que pour surligner le titre de l'article dans l'introduction, une seule fois.
- L'italique est rarement utilisé : mots en langue étrangère, titres d'œuvres, noms de bateaux, etc.
- Les citations ne sont pas en italique mais en corps de texte normal. Elles sont entourées par des guillemets français : « et ».
- Les listes à puces sont à éviter, des paragraphes rédigés étant largement préférés. Les tableaux sont à réserver à la présentation de données structurées (résultats, etc.).
- Les appels de note de bas de page (petits chiffres en exposant, introduits par l'outil «  Source ») sont à placer entre la fin de phrase et le point final[comme ça].
- Les liens internes (vers d'autres articles de Wikipédia) sont à choisir avec parcimonie. Créez des liens vers des articles approfondissant le sujet. Les termes génériques sans rapport avec le sujet sont à éviter, ainsi que les répétitions de liens vers un même terme.
- Les liens externes sont à placer uniquement dans une section « Liens externes », à la fin de l'article. Ces liens sont à choisir avec parcimonie suivant les règles définies. Si un lien sert de source à l'article, son insertion dans le texte est à faire par les notes de bas de page.
- La présentation des références doit suivre les conventions bibliographiques. Il est recommandé d'utiliser les modèles {{Ouvrage}}, {{Chapitre}}, {{Article}}, {{Lien web}} et/ou {{Bibliographie}}. Le mode d'édition visuel peut mettre en forme automatiquement les références.
- Insérer une infobox (cadre d'informations à droite) n'est pas obligatoire pour parachever la mise en page.

Pour une aide détaillée, merci de consulter Aide:Wikification.
Si vous pensez que ces points ont été résolus, vous pouvez retirer ce bandeau et améliorer la mise en forme d'un autre article.
Marie-Claude St-Laurent, née à Rimouski dans la province de Québec au Canada, est une actrice, dramaturge, co-directrice artistique du théâtre de l'Affamée et membre active des Femmes pour l’Équité en Théâtre (F.E.T.)

## Biographie
Marie-Claude St-Laurent est originaire de Rimouski au Québec.
En 2005 Marie-Claude St-Laurent elle est diplômée en Interprétation théâtrale à l’École de théâtre du Cégep de Saint-Hyacinthe.
En 2007 elle fonde, en collaboration avec la comédienne Marie-Ève Milot, le Théâtre de l’Affamée avec lequel elles s’inscrivent et s’investissent dans un (re)nouveau du théâtre féministe/féminin. En 2018, elles présente leur texte Chienne(s) à la salle Jean-Claude-Germain du Centre du Théâtre d'Aujourd'hui alors que la compagnie y est en résidence pour les saisons 17/18 et 18/19. Cette production théâtrale a été financée grâce à une campagne de financement participatif. 
Dans le cadre du Festival Fringe de 2007, les deux collaboratrices écrivent et présentent la pièce Walk-in ou Se marcher dedans, une œuvre qui leur permet de remporter le prix Chapters du meilleur texte francophone.
En tant qu'interprète, Marie-Claude St-Laurent est aussi connue pour son rôle de Magali dans la série jeunesse, VRAK la vie, diffusée à VRAK Tv, rôle qui la révèle au grand public. En 2012, 2013 et 2014 elle participe aux revues humoristiques de Meilleur avant le 31, bon pareil le 1er, présentées à VRAK Tv.
Membre active des Femmes pour l'Équité en Théâtre, elle participe en tant que représentante québécoise militante et praticienne à de nombreuses conférences, table-ronde autour de la parité dans le domaine du théâtre. En 2019, elle participe au Chantier féministe à l'Espace Go en tant que membre du comité directeur et collaboratrice au rapport de recherche du Réseau québéçois en études féministes (RéQEF),,. 

## Formation
- 2002 à 2005 : Interprétation théâtrale à l’École de théâtre du Cégep de Saint-Hyacinthe, Québec

- 2011 : Studio Pygmalion, Paris

- 2010 : Surimpression vocale, Syllabes, Montréal

## Télévision et Web-séries
Interprétation
- 2019 : L’Écrivain Public III : Aurélie
- 2015: L'Heure à Laprise : rôles multiples
- 2012-2015 : Meilleur avant le 31… : Comédienne invitée
- 2016 : Dans ma tête : Mère de Patrick
- 2012 : Tactik : Lydia
- 2012 : C.A.N.C.A.N. : Fannie
- 2012 : Comédia dell’ratés : La serveuse
- 2012 - 2013 : Gros titres : comédienne invitée
- 2012 - 2013 : Meilleur avant le 31 : Elle-même
- 2011 : UGLS, 1er : chronique Le souper de filles
- 2011 : MDR : L’invitée
- 2011 : Ça sent drôle : Jessica
- 2011 : SOS : Nadine Allard
- 2010 : Testé sur des humains : Invitée
- 2010 - 2011 : LOL : multiples
- 2009 - 2015 : Vrak la vie : Magali Melançon
- 2006 : Taxi 22 : La cliente

## Théâtre
Interprétation
- 2019 : Guérilla de l'ordinaire, mise en scène de Marie-Ève Milot, Théâtre de l'Affamée : une politicienne
- 2018 : Chienne(s) : la trentenaire, mise en scène de Marie-Ève Milot, Théâtre de l'Affamée[7]
- 2017 - 2019 : Débranchée (Unplugged) : Victoria, mise en scène de Marie-Ève Milot, Théâtre de l'Affamée
- 2009: Walk-in ou Se marcher dedans : Lis, mise en scène de Christian Fortin, Théâtre de l'Affamée
- 2012: Cour à Scrap- Portrait d'une famille reconstituée : la Grande Sœur, mise en scène de Stéphan Allard, Théâtre de l'Affamée
- 2014 : Motel des Brumes : Gabrielle, mise en scène d'André Robitaille
- 2015: Aller chercher demain : Patricia, mise en scène de Louise Laprade, Théâtre Les gens d'en bas

Traductrice
- 2019 : Mouthpiece, cotraduction avec Marie-Ève Milot

Dramaturge
- 2018 : Guérilla de l'ordinaire, coautrice avec Marie-Ève Milot[8]
- 2017 : Chienne(s), coautrice avec Marie-Ève Milot
- 2017 : Débranchée (Unplugged) (théâtre jeunesse), coautrice avec Marie-Ève Milot
- 2016 : Alice (théâtre jeunesse), coautrice avec Marie-Ève Milot
- 2013 : Une boule de papier dans la gorge (théâtre jeunesse), coautrice avec Marie-Ève Milot
- 2012 : Cour à Scrap - Portrait d’une famille reconstituée, coautrice avec Marie-Ève Milot
- 2007 : Walk-in ou se marcher dedans, coautrice avec Marie-Ève Milot

Metteuse en scène
- À venir : Mouthpiece, comise en lecture avec Marie-Ève Milot, Festival du Jamais Lu

## Cinéma
Interprétation
- 2007, 2010[pas clair] : L’enfant d’Émilie : Émilie
- 2007: La cultivatrice
- 2008 : Montréal, le lendemain : Véronique
- 2009 : Philippe et le papillon
- 2009 : Jeanne la menteuse : Jeanne
- 2011 : La traversée du salon : Voix de Fanny
- 2013 : Émilie : Amie de Bruno
- 2014 : Toutes des connes : Marie-Pierre
- 2015 : La Volupté : Enfant-animal
- 2015 : Tous ces désastres : Mylène

## Publications
- 2017 : Apprendre à compter, Revue de théâtre JEU #164, coautrice avec Marie-Ève Milot, Marie-Christine Lê-Huu et Marilyn Perreault pour les Femmes pour l'Équité en Théâtre (F.E.T)
- 2017 : La Coalition de la Robe, coautrice avec Marie-Claude Garneau et Marie-Ève Milot, Éditions Remue-ménage
- 2016 : Lettre ouverte dans le Cahier d'automne du Théâtre Denise-Pelletier, coautrice avec Marie-Ève Milot
- 2015 : Pour en finir avec les « je suis féministe, mais... », Revue de théâtre JEU #156, coautrice avec Marie-Ève Milot

## Doublage de voix
- Survivor Samoa
- Dinner Party Wars I
- Dog Whisperer VII
- Extreme Couponing

## Prix et distinctions
- 2019 : Finaliste du prix Michel Tremblay pour le texte Guérilla de l'ordinaire
- 2017 : Finaliste au prix Louise-LaHaye pour le texte Débranchée (Unplugged)
- 2007 : Récipiendaire (avec Marie-Ève Milot) du prix du meilleur texte francophone au Festival Fringe pour Walk-in ou se marcher dedans